# Newman (Western Australia)
Newman ist eine Bergbaustadt in der Pilbara Region im australischen Bundesstaates Western Australia. Sie liegt 1.186 km nördlich von Perth, 450 Kilometer südlich von Port Hedland und neun Kilometer nördlich des südlichen Wendekreises (Wendekreis des Steinbocks). Die in der Wüste gelegene Stadt hat Durchschnittstemperaturen von Minimum 17,4 °C und Maximum 31,4 °C und eine jährliche Regenmenge von 310 Millimeter. Sie liegt auf einer Höhe von 544 m.

## Geschichte

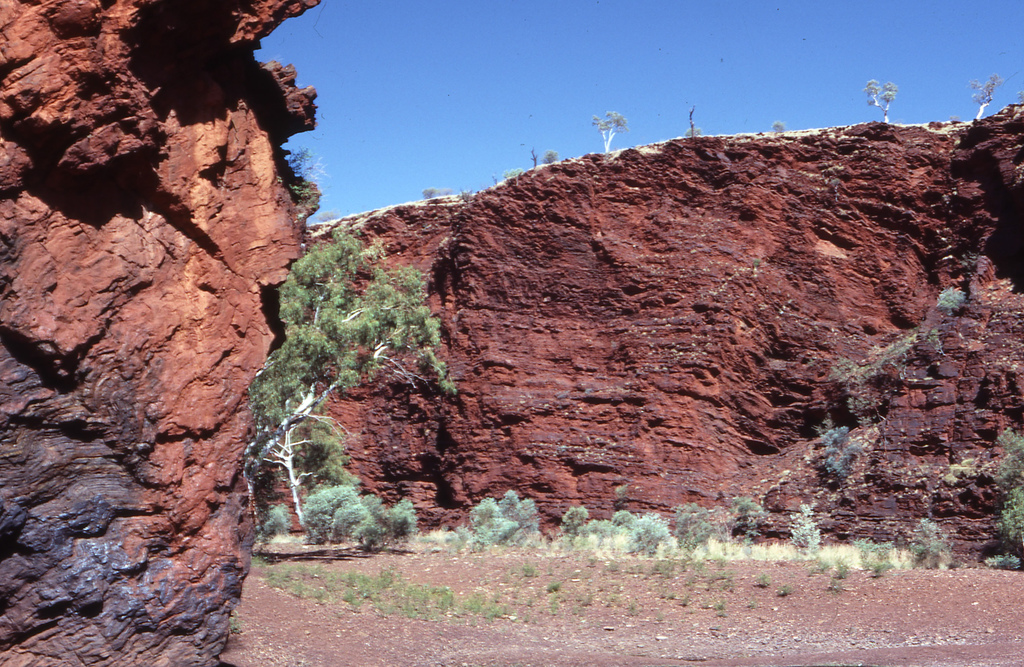
Eisenerzberg

Newman wurde in den 1960er Jahren von der Mount Newman Mining Company erbaut, nachdem am nahegelegenen Mount Whaleback reiche Eisenerzvorkommen entdeckt wurden. Die Stadt verdankt ihren Namen dem in der Nähe liegenden Mount Newman, der zu Ehren von A.W. Newman benannt wurde, einem Entdecker, der 1896 an Typhus starb, als er in dieser Gegend ankam.

## Verkehr und Wirtschaft

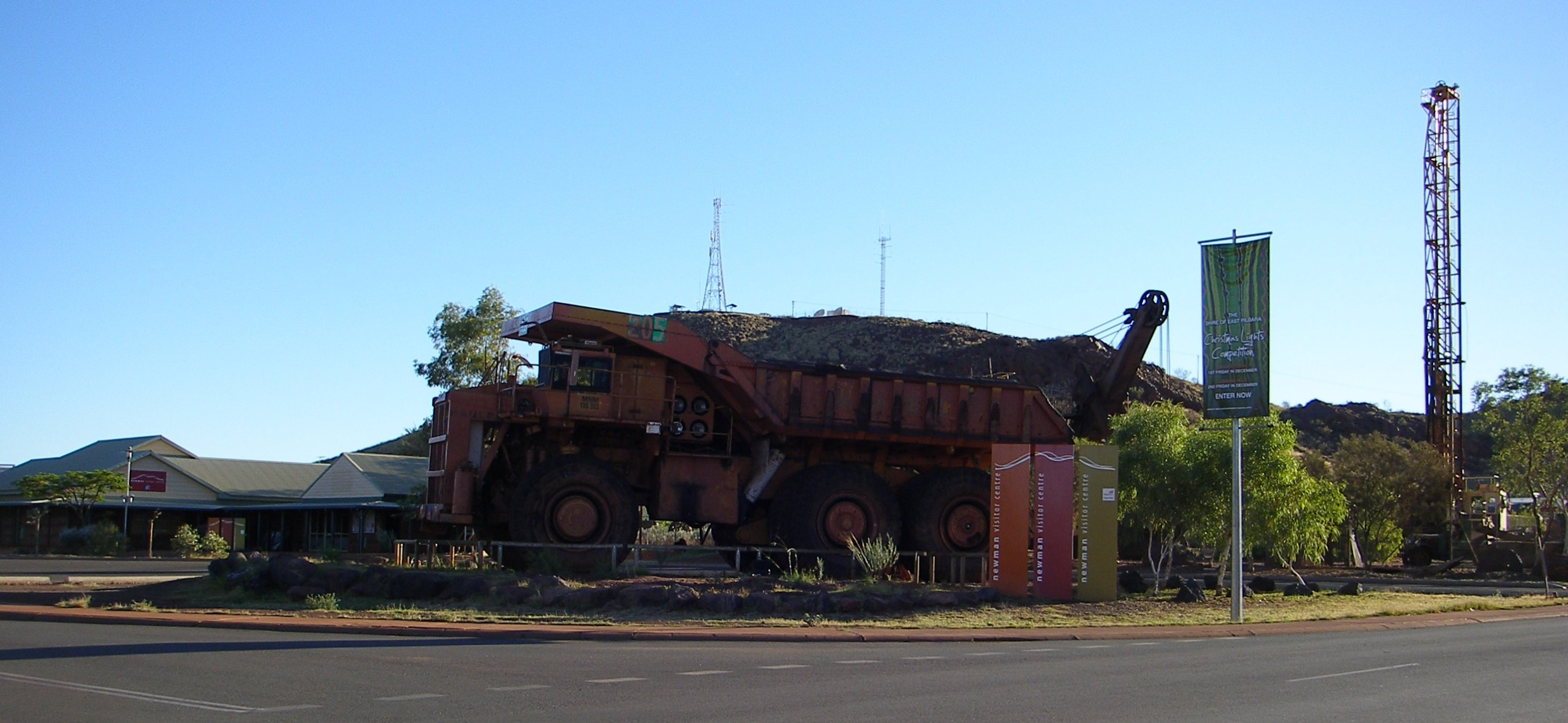
Mine

Newman hat einen eigenen Flughafen, den Newman Airport, und kann auf dem Great Northern Highway erreicht werden. Es besteht eine private Eisenbahnstrecke nach Port Hedland, dem Erz-Verschiffungshafen für den Weltmarkt. Newman dient auch als Versorgungsbasis für Bergbausiedlungen wie Tom Price und Paraburdoo. Als typische Firmenstadt besteht Newman aus einem Zentrum mit Läden und Hotels umgeben von einem Wohngürtel.

## Klima
|                       | Jan  | Feb  | Mär  | Apr  | Mai  | Jun  | Jul  | Aug  | Sep  | Okt  | Nov  | Dez  |   |      |
| Mittl. Tagesmax. (°C) | 39,5 | 37,0 | 35,0 | 31,7 | 27,3 | 23,1 | 23,0 | 25,7 | 30,2 | 34,9 | 37,4 | 39,0 | ⌀ | 32   |
| Mittl. Tagesmin. (°C) | 25,0 | 23,9 | 21,5 | 17,3 | 11,6 | 6,8  | 6,0  | 7,5  | 11,8 | 17,3 | 20,8 | 23,6 | ⌀ | 16,1 |

| 25,0 |

| 23,9 |

| 21,5 |

| 17,3 |

| 11,6 |

| 6,8 |

| 6,0 |

| 7,5 |

| 11,8 |

| 17,3 |

| 20,8 |

| 23,6 |

| 25,0 |

| 23,9 |

| 21,5 |

| 17,3 |

| 11,6 |

| 6,8 |

| 6,0 |

| 7,5 |

| 11,8 |

| 17,3 |

| 20,8 |

| 23,6 |